# Donald Haldeman
Donald Stanley „Don“ Haldeman (* 29. Mai 1947 in Souderton, Pennsylvania; † 22. Februar 2003 in Harleysville, Pennsylvania) war ein US-amerikanischer Sportschütze.

## Erfolge
Donald Haldeman nahm im Trap an den Olympischen Spielen 1972 in München und 1976 in Montreal teil. 1972 belegte er mit 187 Punkten den 17. Platz. Vier Jahre darauf erzielte er mit 190 Punkten das beste Resultat des Wettbewerbs und wurde so vor Armando Marques und Ubaldesco Baldi, die beide einen Treffer weniger erzielt hatten, Olympiasieger. Dazwischen wurde er 1975 in München mit der Trap-Mannschaft Weltmeister. 1977 sicherte er sich mit ihr zudem in Antibes Bronze. 1975 belegte er außerdem bei den Panamerikanischen Spielen in Mexiko-Stadt den zweiten Platz in der Einzelkonkurrenz, während er mit der Mannschaft die Goldmedaille gewann. Im selben Jahr wurde er zudem US-amerikanischer Landesmeister.
Haldeman war während seiner Karriere aktives Mitglied der US Army.